# Rüdiger Helm
Rüdiger Helm (Neubrandenburg, 6 ottobre 1956) è un ex canoista tedesco.
Ha vinto due medaglie d'oro nel K1 1000 m a Montréal 1976 e Mosca 1980, una nel K4 1000 m e tre di bronzo.

## Palmarès
- Olimpiadi
  - Montréal 1976: oro nel K1 1000 m, bronzo nel K1 500 m e K4 1000 m.
  - Mosca 1980: oro nel K1 1000 m e K4 1000 m, bronzo nel K2 500 m.

- Mondiali
  - 1974: bronzo nel K2 1000 m.
  - 1975: argento nel K4 1000 m e bronzo nel K1 1000 m.
  - 1977: argento nel K1 1000 m.
  - 1978: oro nel K1 1000 m, K2 500 e K4 1000 m.
  - 1979: oro nel K1 1000 m e K4 1000 m, argento nel K2 500 m
  - 1981: oro nel K1 1000 m e K4 1000 m, bronzo nel K4 500 m.
  - 1982: oro nel K1 1000 m, argento nel K4 500 m e K4 1000 m.
  - 1983: oro nel K1 1000 m e K4 500 m, argento nel K4 1000 m.